# 3409 Abramov
3409 Abramov (1977 RE6) là một tiểu hành tinh vành đai chính có đường kính xấp xỉ 11 km được phát hiện ngày 9 tháng 9 năm 1977 bởi nhà thiên văn học Liên Xô Nikolai Chernykh tại Đài quan sát thiên văn Crimea ở Nauchnyj, Bán đảo Crimea. Tiểu hành tinh này được đặt tên theo nhà văn người Nga Fyodor Abramov.